# Jane D. Hartley
Pour les articles homonymes, voir Hartley.
Jane Dorothy Hartley, née le 18 avril 1950 à Waterbury, est une femme d'affaires et diplomate américaine. Elle est ambassadrice des États-Unis en France et à Monaco de 2014 à 2017 puis ambassadrice des États-Unis au Royaume-Uni de 2022 à 2025.

## Biographie
En 1978, Jane Hartley est nommée assistante du président Jimmy Carter, au bureau de liaison publique de la Maison-Blanche. En 1995, elle devient PDG de G-7 Group puis dirige, à partir de 2007, l'entreprise de conseil Observatory Group.
Donatrice du Parti démocrate, elle a levé 500 000 dollars pour Barack Obama entre 2012 et 2014 affirme le Washington Post. Jane Hartley est nommée ambassadrice en France en mai 2014,,.
Le 8 mai 2015, elle participe, avec le secrétaire d'État américain John Kerry et le ministre français des Affaires étrangères Laurent Fabius à une cérémonie sur la tombe du soldat inconnu.

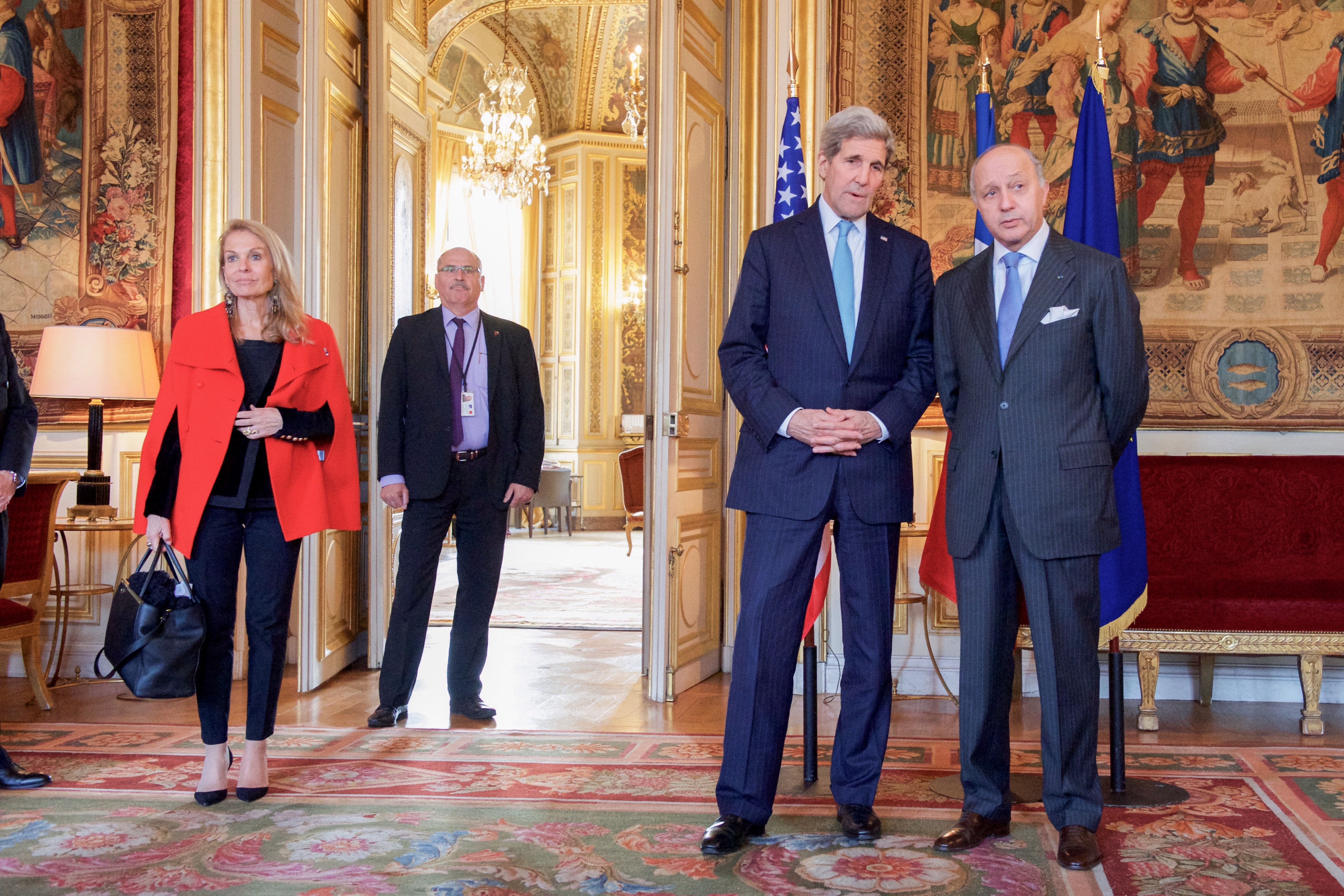
Jane Hartley aux côtés de John Kerry et Laurent Fabius.

En juin 2015, à la suite de l'affaire des révélations sur l'espionnage américain de dirigeants politiques français, la présidente de la commission des Affaires étrangères de l'Assemblée nationale Élisabeth Guigou invite Jane Hartley à venir devant les députés mais l'ambassadrice refuse de venir s'exprimer devant la commission.
Le 16 janvier 2017, le président de la République François Hollande lui remet les insignes de commandeur de la Légion d'honneur.
Elle quitte ses fonctions le 19 janvier 2017, la veille de l'investiture de Donald Trump.
Début 2018, elle intègre le conseil d'administration de la French American Foundation. Elle est également membre de la Fondation Carnegie pour la paix internationale et du Council on Foreign Relations ainsi que membre honorifique du French Institute Alliance Française.
En 2022, sous la présidence de Joe Biden, elle devient ambassadrice des États-Unis au Royaume-Uni. Elle quitte ses fonctions en janvier 2025.

## Vie privée
Elle est mariée au banquier d'affaires Ralph Schlosstein. Ils sont parents d'un fils et d'une fille.